# Matale (Longido)
Matale è una circoscrizione rurale (rural ward) della Tanzania situata nel distretto di Longido, regione di Arusha. Conta una popolazione di 4 411 abitanti (censimento 2012).